# 筋緊張
筋緊張（きんきんちょう、英：muscle tonus，myotone，myotonia）は、筋の伸張に対する受動的抵抗、または筋に備わっている張力である。
筋緊張は生体の姿勢保持機構や体温調節機構に関与しており、特に姿勢保持機構は、運動あるいは姿勢保持の際に活動する骨格筋の準備状態に重要な意味を持つとされる。トーヌスともいう。

## 定義
- 神経生理学的に神経支配されている筋に持続的に生じている筋の一定の緊張状態
- 骨格筋は何も活動していないときにも絶えず不随意的にわずかな緊張をしており、このような筋の持続的な弱い筋収縮
- 安静時、関節を他動的に動かして筋を伸張する際に生じる抵抗感

これらは神経学的、生理学的、臨床的な概念を含む。

## 筋緊張の制御
筋緊張は6つの機能レベルによってコントロールされている。
1. 運動野(Brodmannの第4.6領野)
2. 基底核
3. 中脳(網様体)
4. 前庭
5. 脊髄
6. 神経-筋系の働き

1～4は上位中枢のコントロール
5．6は伸張反射の自動調節機構：α-γ連関
筋緊張に影響を与える要因の中で、最も重要なのは固有受容性制御であり、この機能によって筋緊張が調整されている。その固有受容性制御には、姿勢調節や運動の為の要素的プログラムとして重要な機能を果たしている固有受容性反射があり、その代表的なものが伸張反射である。また、筋緊張の神経生理機構には姿勢反射も大きく関与するとされる。

## 姿勢との関係
ヒトが重力に対抗して活動する為には、目的活動に合わせて筋緊張を刻々と変化させる必要がある。このような抗重力的活動能力としての筋緊張を姿勢緊張(postural tone)という。正常な姿勢緊張は、抗重力的に姿勢を維持するのに必要な筋肉を組み合わせて、かつある程度の姿勢緊張を持ち、さらに変化できる筋緊張の幅を持っている。これによって身体の安定性と可動性が保障されている。
よって、正常な姿勢・運動には正常な姿勢緊張が背景となっている。つまり異常な姿勢緊張からは正常な姿勢・運動は得られない。神経系の障害や骨格アライメント異常によって出現する異常な過緊張や低緊張は、姿勢緊張の調整能力を失っている状態である。

## 姿勢反射の作用
姿勢反射とは、正常な姿勢保持や運動に必要となる正常な全身の筋緊張の反射性調節のことを表す。これは姿勢調節や姿勢制御に関与しており、正常な姿勢の保持・回復の制御機能を担っている。また、姿勢反射は環境に対する適応反応のひとつとして、姿勢制御機構に含まれている。また、姿勢調節の作用は主に脳幹にある姿勢反射中枢で行われ、脊髄反射も姿勢維持に関与している。姿勢反射のなかで最も高度に姿勢制御に関与しているのは、立ち直り反射、平衡反応、保護伸展反応である。これらが統合されてバランス機能である「身体重心をその支持基底面内に維持したり、取り戻したりする能力」を担っている。

## 伸張反射の作用
筋の長さを一定に保つ負帰還回路(negative feedback loop)の作用とみなされる。つまり「負荷の増大→筋が伸ばされる→筋紡錘が変形→Ⅰa線維の発射が増大→伸張反射が起こる→伸張された筋が収縮する→筋は負荷に対して短縮する→増大した筋紡錘からの発射とそれによる伸張反射が筋の短縮とともに減弱する→筋の長さが復元したところで平衡状態となる」という過程を辿る。負荷が減少した際は逆の変化が起こる。この作用により、筋緊張を維持し、筋の長さ(＝関節位)を反射性に制御し、姿勢や肢位の保持をする。また、これらはα-γ連関が関与するとされる。

## 脊髄固有受容性姿勢制御に対する上位からの制御
筋紡錘の感受性に影響を及ぼしている上位中枢からの作用を協調的に調節している。この姿勢制御に関る主な上位中枢に前庭系、網様体系、赤核系、皮質系がある。また、痙縮・固縮に強く関与するとされる。
前庭系
姿勢の変化に対応してその姿勢を維持する為の筋緊張を調節している。その筋緊張の調節における姿勢制御を迷路反射という。これは、前庭迷路(耳石器、外側半規管、垂直半規管の3つの半規管の総称)が賦活された結果生じた求心性インパルスが前庭神経核に送られ、さらに前庭脊髄路と網様体脊髄路の一部を介して脊髄運動ニューロンへ伝達される。
皮質系
随意運動に関する大脳皮質の運動野、感覚野、前頭葉からの皮質脊髄路である。途中に大脳基底核や脳幹部にも線維を送りながら下行する。脊髄で運動ニューロンへ投射していると同時に、1/3は後角の感覚中継部にも作用し、末梢からのフィードバック信号をカットして不必要な反射を抑制する。

## 脊髄固有系の制御
脊髄内にある介在ニューロンが、軸索によって各髄節間を、上行性・下行性ともに様々な距離で形成する連絡網を脊髄固有路という。これが脊髄内で自動性をもった独立機能系として姿勢・運動の協調性に役立っている。脊髄固有路の調節は、筋紡錘二次終末や皮膚・屈曲反射の感覚線維と上位中枢からの入力によって最終共通路で統合される。また、サイズの原理によって姿勢の安定性や運動の巧緻的制御が行われている。

## 基底核-脳幹系
抑制系
中脳被蓋に存在する脚橋被蓋核のコリン作動性ニューロンに始まり、橋・延髄網様体脊髄路を下行する。さらに脊髄のⅠb介在細胞を含む抑制性介在細胞を経由してα運動ニューロン・γ運動ニューロン・介在細胞群を抑制する。
促通系
モノアミン作動性下行路(青斑核脊髄路・縫線核脊髄路)が促通系として働く。脚橋被蓋核は淡蒼球内節や黒質網様体部から豊富な線維投射を受けており、基底核は抑制系の活動を調節するとともに、二次的に促通系の活動を変化させることで筋緊張を制御するとされる。

## 神経診断学における筋トーヌス
神経診断学でも筋トーヌスは重要な身体所見の一つである。

### 筋トーヌスの亢進
痙縮（spasticity）
受動運動の最初のみ強い抵抗があるがすぐに抵抗が減じるのを痙縮という。折りたたみナイフ現象ともいう。上位ニューロン徴候のひとつである。痙縮が非常に高度になると抵抗が最初だけではなく持続しrigospasticityと呼ばれる状態になる。下肢の大腿内転筋の痙縮が強いと両下肢が交差してしまい、はさみ脚となる。
固縮(rigidity)
受動運動で最初から最後まで持続的な抵抗が認められることである。固縮の他に筋強剛や筋硬直といわれることもある。抵抗が一定のときは鉛管様固縮、屈筋と伸筋の緊張が交互に亢進してがくがくとした抵抗になる場合は歯車様固縮と表現される。固縮がある場合は受動運動中急に支持を取り去っても元の位置にとどまる傾向がある。パーキンソン症候群の中核症状である。固縮、安静時振戦、無動（瞬目減少、仮面様顔貌、運動量の減少、動作緩慢）、姿勢保持反射障害が4大症状であり、このうち2つが認められるとパーキンソン症候群という。
項部硬直（nuchal rigidity）
髄膜刺激症状である。通常の固縮と異なり頸部の回旋や後屈時には抵抗はない。
抵抗症（gegenhalten）
あたかも検査者の受動運動にさからうかのごとく筋が緊張してしまう現象でパラトニアともいう。意識障害や認知症など広汎な脳障害で認められる。
除脳固縮（decerebrate rigidity）
意識障害時の上下肢ともに伸展位をとる異常肢位。
除皮質固縮（decorticate rigidity）
意識障害時で上肢は屈曲位、下肢は伸展位をとる異常肢位。障害が進行すると除脳固縮となることもある。

### 筋トーヌスの低下
肩揺すり試験で両上肢がぶらぶらとゆれると筋トーヌス低下と考える。